# Silke Baccarne
Silke Baccarne (Wilrijk, 11 augustus 1999) is een Belgische voetbalster die uitkomt voor Fortuna Sittard in de Vrouwen Eredivisie.

## Loopbaan

### Club
Op 7-jarige leeftijd sloot Baccarne aan bij KV Hemiksem, waarvan de terreinen zich recht over haar voordeur bevinden. In haar eerste seizoen viel haar team zonder doelman en nam ze deze positie in.
Enkele jaren later kreeg ze er een uitnodiging om een test te komen afleggen bij SK Lierse. Met een meisjesploeg was ze 5 jaar lang actief in de jongensreeksen. Vanaf haar zestiende mocht Baccarne deel uitmaken van de selectie voor de Super League. Speelminuten kon ze niet vergaren maar ze zag vanop de bank hoe de ploeg bekerwinnaar en vice-kampioen van België werd in 2016. (Het succesteam bestond o.a. uit Justien Odeurs, Tine De Caigny, Justine Vanhaevermaet en Jana Corryn, nvdr)
De Lierse Vrouwen werden meteen na hun grootste succes in 2016 opgedoekt, waarna Baccarne en haar ploegmaats een nieuwe club moesten zoeken. Voor Baccarne werd dat Kontich in eerste nationale. Ze begon er als doublure, maar greep na een paar maanden haar kans en ze verdween niet meer uit de basis. In 2018 speelde ze kampioen zonder evenwel te promoveren naar de Super League. AA Gent toonde toen interesse maar Baccarne bedankte.
In 2020 verlaat Baccarne Kontich voor het pas gepromoveerde Aalst. In het eerste seizoen was ze meteen basisspeelster.
Na twee seizoenen, verliet ze het gedegradeerde Aalst voor het gepromoveerde KV Mechelen.
In juli 2024 ging Baccarne haar eerste buitenlandse avontuur aan. Ze tekende een contract bij het Nederlandse Fortuna Sittard waarmee ze uitkomt in de Vrouwen Eredivisie.

### Red Flames
Baccarne mocht een paar keer opdraven bij de jonge Red Flames. Toen ze in de EK-voorronde van 2015 vlot van Georgië (15-0) wonnen, mocht Baccarne een strafschop binnentrappen. Zo kwam iedereen van de ploeg die wedstrijd tot scoren.(Ze komt uit een lichting met o.a. Marie Minnaert, Davinia Vanmechelen, Elena Dhont en Sarah Wijnants, nvdr).
Baccarne werd nog niet geselecteerd voor de Red Flames.

## Onderscheidingen
- 2015-16 - vice-Belgisch kampioen / Beker van België (Lierse SK)
- 2017-18 - Kampioen eerste nationale
- 2020-21 - Doelvrouw van het Jaar Super League

## Trivia
- Baccarne heeft een relatie met profvoetballer Toon Raemaekers.

1 Dinkla ·
2 Van Koot ·
3 Stoop ·
5 Hilhorst ·
6 Mulder ·
7 Lindfors ·
8 Van Heeswijk ·
9 Prins ·
10 Eijken ·
11 Dekker ·
14 Vijfhuizen ·
15 Van Walsem ·
17 Pietersma ·
18 Van Berlo ·
19 Peereboom ·
20 Rooijendijk ·
21 Arons ·
22 Thijs ·
23 Stauffenberg ·
24 Van Wershoven ·
26 Kopp ·
27 Baccarne ·
Coach: Van Lieshout